# Gonzalagunia exigua
Gonzalagunia exigua là một loài thực vật có hoa trong họ Thiến thảo. Loài này được B.Ståhl mô tả khoa học đầu tiên năm 1999.